# Olympische Winterspiele 1928/Teilnehmer (Italien)
| Gelbes Symbol für Goldmedaillen mit stilisierten Olympischen Ringen | Graues Symbol für Silbermedaillen mit stilisierten Olympischen Ringen | Braundes Symbol für Bronzemedaillen mit stilisierten Olympischen Ringen |
| ------------------------------------------------------------------- | --------------------------------------------------------------------- | ----------------------------------------------------------------------- |
| —                                                                   | —                                                                     | —                                                                       |

Italien nahm an den II. Olympischen Winterspielen 1928 in St. Moritz mit einer Delegation von 13 Athleten teil.
| Bob          | Giancarlo Morpugo Carlo Sem Luigi Cerutti Giuseppe Crivelli Piero Marchetti | Fünferbob             | 21 | Reserveathlet war G. Polvara. |
| Skeleton     | Alessandro del Torso                                                        | Skeleton              | 7  |                               |
| Skeleton     | Agostino Lanfranchi                                                         | Skeleton              | 4  |                               |
| Ski Nordisch | Luigi Bernasconi                                                            | Spezialsprunglauf     | 33 | stürzte beim zweiten Sprung   |
| Ski Nordisch | Matthäus Demetz                                                             | 18-km-Langlauf        | 22 |                               |
| Ski Nordisch | Matthäus Demetz                                                             | 50-km-Langlauf        | 20 |                               |
| Ski Nordisch | Ferdinand Glück                                                             | 50-km-Langlauf        | 21 |                               |
| Ski Nordisch | Giovanni Testa                                                              | 18-km-Langlauf        | 34 |                               |
| Ski Nordisch | Vitale Venzi                                                                | Nordische Kombination | 20 |                               |
| Ski Nordisch | Vitale Venzi                                                                | Spezialsprunglauf     | 13 |                               |
| Ski Nordisch | Luciano Zampatti                                                            | Spezialsprunglauf     | 34 | stürzte beim ersten Sprung    |